# 学校法人ヤマザキ学園
学校法人ヤマザキ学園（がっこうほうじんやまざきがくえん）とは、東京都渋谷区に本部を置く学校法人。

## 理事長
- 山崎薫

## 運営学校
- ヤマザキ動物看護大学 - ヤマザキ動物看護短期大学を発展改組し「ヤマザキ学園大学」として2010年開学、2018年現校名に改称。
- ヤマザキ動物看護専門職短期大学
- ヤマザキ動物専門学校

## 本部所在地
- 〒150-0046　東京都渋谷区松濤2-16-5